# Tour de Colombie 2002
Le Tour de Colombie 2002, qui se déroule du 30 juin au 14 juillet 2002, est une épreuve cycliste remportée par le Colombien José Castelblanco. Cette course est composée d'un prologue et de quatorze étapes.

## Classement général
| Classement final | Classement final  | Classement final | Classement final      | Classement final    |
|                  | Coureur           | Pays             | Équipe                | Temps               |
| ---------------- | ----------------- | ---------------- | --------------------- | ------------------- |
| 1er              | José Castelblanco | Colombie         | Colombia-Selle Italia | en 45 h 34 min 21 s |
| 2e               | Élder Herrera     | Colombie         | 05-Orbitel            | + 4 min 13 s        |
| 3e               | Libardo Niño      | Colombie         | Lotería de Boyacá     | + 5 min 12 s        |
| modifier         |                   |                  |                       |                     |